# Campionato di calcio della Repubblica Socialista Sovietica d'Estonia 1988
Il Campionato di calcio della Repubblica Socialista Sovietica d'Estonia 1988 era la massima divisione del campionato estone ed era un campionato regionale sovietico. La vittoria finale andò allo Norma Tallinn che vinse il quinto titolo della sua storia.

## Formula
Era formato da dodici squadre: ogni formazione si incontrava le altre in gironi di andata e ritorno, per un totale di 22 incontri. Erano previsti due punti per la vittoria e uno per il pareggio. 

## Classifica finale
|    | Classifica finale        | G  | V  | N | P  | GF | GS | Dif | Pt |
| -- | ------------------------ | -- | -- | - | -- | -- | -- | --- | -- |
| 1  | Norma Tallinn            | 22 | 17 | 2 | 3  | 64 | 12 | +52 | 36 |
| 2  | Keemik Kohtla-Järve      | 22 | 15 | 3 | 4  | 53 | 27 | +26 | 33 |
| 3  | Kalakombinaat-MEK Pärnu  | 22 | 14 | 3 | 5  | 44 | 26 | +18 | 31 |
| 4  | Estonia/RMT Kohtla-Järve | 22 | 12 | 6 | 4  | 33 | 18 | +15 | 30 |
| 5  | Zvezda Tallinn           | 22 | 13 | 2 | 7  | 49 | 24 | +25 | 28 |
| 6  | VMK Tallinn              | 22 | 11 | 4 | 7  | 61 | 40 | +21 | 26 |
| 7  | Tempo Tallinn            | 22 | 11 | 3 | 8  | 40 | 40 | +0  | 25 |
| 8  | Dvigatel Tallinn         | 22 | 5  | 6 | 11 | 42 | 53 | -11 | 16 |
| 9  | Kalev Sillamäe           | 22 | 8  | 0 | 14 | 37 | 58 | -21 | 16 |
| 10 | VFK Viljandi             | 22 | 4  | 4 | 14 | 36 | 70 | -34 | 12 |
| 12 | Kalev Tartu              | 22 | 1  | 5 | 16 | 30 | 65 | -35 | 7  |
| 11 | Lõvid/Flora Tallinn      | 22 | 2  | 0 | 20 | 17 | 76 | -59 | 4  |

G = Partite giocate; V = Vittorie; N = Nulle/Pareggi; P = Perse; GF = Goal fatti; GS = Goal subiti; Dif = differenza reti; 